# (5650) Mochihito-o
(5650) Mochihito-o (1990 XK) – planetoida z pasa głównego asteroid okrążająca Słońce w ciągu 4,24 lat w średniej odległości 2,62 j.a. Odkryta 10 grudnia 1990 roku.